# Dammarie-en-Puisaye
 Dammarie-en-Puisaye  es una población y comuna francesa, situada en la región de Centro, departamento de Loiret, en el distrito de Montargis y cantón de Briare.

## Demografía
| 279 | 236 | 206 | 176 | 181 | 155 |
| Para los censos de 1962 a 1999 la población legal corresponde a la población sin duplicidades (Fuente: INSEE [Consultar]) |     |     |     |     |     |